# 蒂勒站
蒂勒站是法国的一个铁路车站，位于法国中南部城市，科雷兹省的省会蒂勒。

## 位置
蒂勒站位于蒂勒市区的西南部，是波尔多－里昂铁路南线上的重要车站。蒂勒站原为普通平线侧式车站，大致呈东南-西北走向，开口朝东北。后随着西北方向的科雷兹地方窄轨铁路的关闭而成为了一个尽头式车站，列车现只能从蒂勒站的东南方向进出，因此往返于于塞勒和布里夫之间的列车需在蒂勒站内进行换向。

## 车站历史
蒂勒站建成于1871年，是法国本土建成时间最晚的省会车站之一。蒂勒站是"波尔多－里昂"铁路线南线上的一站，但该站只有东西方向的准轨铁路，而南北向则仅有科雷兹地方窄轨铁路，并已于1969年全线关闭。由于科雷兹地方窄轨铁路无法开行跨线列车，蒂勒站也因此从来没有开行过直达巴黎的列车。2004年，蒂勒站关闭货运业务；2014年7月，波尔多－里昂铁路的拉格伊站和埃居朗德-梅尔林站之间的路段关闭，原有的"波尔多—克莱蒙费朗"城际列车（Intercités）的终点也缩短至于塞勒，且每周仅开行2班。
蒂勒是科雷兹省的省会，然而，蒂勒站却没有给蒂勒这座城市带来太多的发展。相反的，同属科雷兹省的布里夫拉盖亚尔德却成为了铁路的直接受益者，后者位于蒂勒西南侧大约30公里，是法国西南部重要的铁路枢纽，法国南北向重要的铁路干线POLT（巴黎—奥尔良—利摩日—图卢兹）和波尔多－里昂铁路在此交汇，同时还有连多条地方性的铁路。优越的铁路条件，使得布里夫拉盖亚尔德自工业革命开始得到了迅速的发展，城市规模不断扩大。到了二十世纪末，布里夫拉盖亚尔德的城市人口数量已超过蒂勒近4倍，成为了科雷兹省境内最大的城市。反观蒂勒，除了"省会"这一名衔外，和布里夫拉盖亚尔德相比已毫无发展优势可言。

## 停靠线路
以下列车线路在蒂勒站停靠：
| 蒂勒站列车线路表        |            |                  |          |              |
| 线路                    | 车种       | 上一站           | 下一站   | 大致运行频率 |
| 波尔多—于塞勒           | INTERCITÉS | 布里夫拉盖亚尔德 | 科雷兹   | 每周2趟左右  |
| 布里夫拉盖亚尔德—蒂勒   | TER        | 科尔尼勒         | （终点） | 每天8趟左右  |
| 布里夫拉盖亚尔德—于塞勒 | TER        | 科尔尼勒         | 科雷兹   | 每天5趟左右  |
| 1.                      |            |                  |          |              |

## 配套交通

### 城际客运
| 停靠蒂勒的大巴车 |                                                                            |                                                                                                   |
| 上下车地点       | 运营单位                                                                   | 主要目的地                                                                                        |
| 蒂勒站门口       | 利穆赞城际客运 Car Limousin                                                | 利摩日、于泽士                                                                                    |
| 蒂勒站门口       | SNCF                                                                       | 布里夫拉盖亚尔德、于塞勒 （当某条铁路线施工或罢工时，SNCF可能也会提供途径该线路沿途站点的大巴车） |
| 蒂勒市区内各地   | 科雷兹省城际客运 Réseau départemental de la Corrèze （页面存档备份，存于） | 布里夫拉盖亚尔德、阿尔让塔、特雷尼亚克                                                            |
| 1. 2. 3.         |                                                                            |                                                                                                   |

### 市内交通
| 蒂勒站附近的公交线路 |            |                            |
| 公交车站名称         | 位置       | 停靠线路                   |
| Gare SNCF            | 蒂勒站门口 | 蒂勒公交A线、B线、C线和N线 |
| 1.                   |            |                            |

## 临近车站
| 蒂勒站（Gare de Tulle）        |                  |                   |
| 上行车站                       | 线路             | 下行车站          |
| （起点）                       | 蒂勒－梅马克铁路 | 科雷兹站 → 16.9km |
| 科尔尼勒站 8km ←               | 库特拉－蒂勒铁路 | （终点）          |
| - 本表仅显示运营中的线路及车站 |                  |                   |